# Ronieli Gomes dos Santos
Ronieli Gomes dos Santos (født 25. april 1991) er en brasiliansk fodboldspiller.